# Antanas Rekasius
Antanas Rekasius (24. juli 1928 i Pauvandene - 9. oktober 2003 i Vilnius, Litauen) var en litauisk komponist og lærer.
Rekasius studerede komposition på Stats Musikkonservatoriet i Litauen hos Julius Juzeliunas. Han underviste i komposition på Juozas Gruodis Musikskole i Kaunas. 
Rekasius har skrevet 9 symfonier, orkesterværker, balletmusik, operaer, kammermusik etc.

## Udvalgte værker
- Symfoni nr. 1 (1962) - for orkester
- Symfoni nr. 2 (1968) . for orkester
- Symfoni nr. 3 (1969) - for orkester
- Symfoni nr. 4 (1970) - for orkester
- Symfoni nr. 5 "Segmenter" (1981) - for orkester
- Symfoni nr. 6 (1982) - for orkester
- Symfoni nr. 7 "Til minde" (1987) - for orkester
- Symfoni nr. 8 (1988) - for orkester
- Symfoni nr. 9 (1991) - for orkester
- Sinfonietta "Samogitias søer" (19?) - for orkester